# Федеральна національно-культурна автономія українців Росії
Федера́льна націона́льно-культу́рна автоно́мія украї́нців Росі́ї (рос. Федеральная национально-культурная автономия украинцев России, ФНКА УР) — одне з кількох найбільших об'єднань українців в Росії. Федеральна національно-культурна автономія «Українці Росії» була зареєстрована 15 травня 1998 р. як громадська організація, що здійснює благодійну діяльність у сфері культури і мистецтва (Юридична адреса: 121019, м. Москва, вул. Арбат, буд. 9, будівля 1). Голова — Семененко Валерій Фокович. 24 листопада 2010 р. Верховний суд РФ постановив ліквідувати ФНКА УР.

## Ліквідація
У жовтні 2009 Мін'юст Росії призупинив діяльність організації у зв'язку з порушеннями у статуті та госпдіяльності. Окрім того, ще одним приводом для припинення діяльності ФНКА стали публічні виступи голови організації Валерія Семененка на заходах, присвячених «пам'яті українців, загиблих у роки голодомору» після рішення суду.
Мін'юст подав позов про ліквідацію ФНКА до ВС РФ на початку цього року. Однак розгляд справи було відкладено у зв'язку з тим, що організація оскаржила в Тверському суді Москви попередження відомства.
У травні Тверський суд відхилив скаргу ФНКА, а у вересні Мосміськсуд визнав це рішення законним.
У зв'язку з цим Верховний Суд знову розпочав розглядати позов міністерства юстиції. Крім того до попередніх звинувачень додалось звинувачення Федерації у діяльності спрямованій «на дискредитацію політичного курсу, який проводиться керівництвом Росії». Звинувачення ґрунтувалось на листі-доносі Миколи Журавльова з фонду «Отечество».
24 листопада 2010 Верховний суд РФ постановив ліквідувати ФНКА українців Росії.
Замість неї було утворено фейкову структуру з подібною назвою - так звану громадську організацію під назвою Федеральна національно-культурна автономія "Українці Росії", яку очолив і зареєстрував 9 квітня 2012 року відомий своїми антиукраїнськими та проросійськими шовіністичними поглядами магістр історії, заступник центру україністики та білорусистики Московського університету Безпалько Богдан Анатолійович.

## Переслідування Росією інших організацій та закладів
Переслідування українців в Росії набуває системного характеру. Закриттю ФНКА передувало зупинення діяльності 17 квітня 2008 року Українського освітнього центру при середній школі N124 (2008), під приводом відсутності дозвільних документів на саме існування Українського освітнього центру. Після закриття ФНКА поновилося переслідування Бібліотека української літератури в Москві. Також ліквідація загрожує Об'єднанню українців Росії, що є теж одним з найбільших об'єднань українців.
28 серпня 2020 р. припинена діяльність ГО «Сибірський центр української культури «Сірий клин»